# Most Müngsten

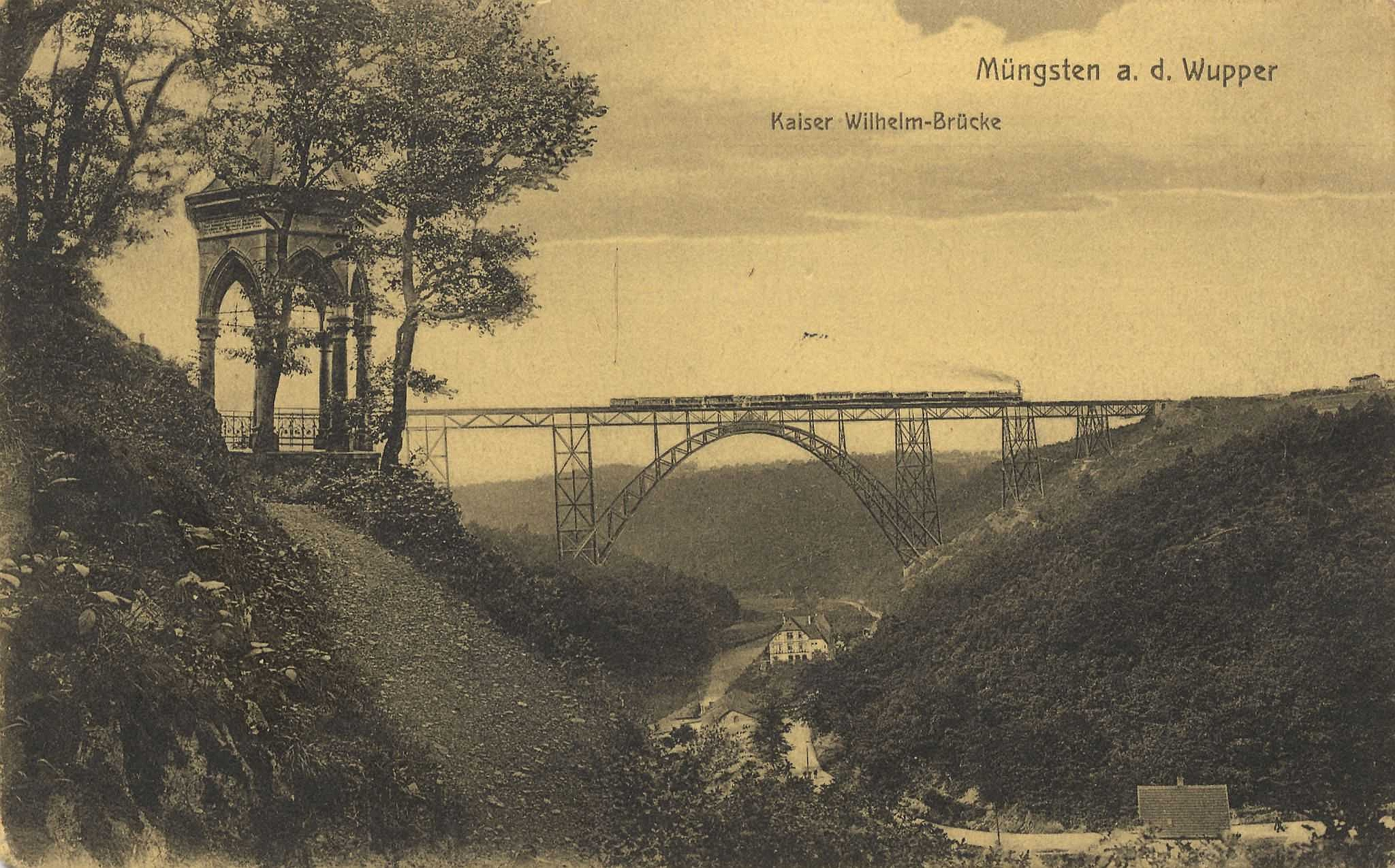
Pocztówka z 1912 r.

Most Müngsten (niem. Müngstener Brücke, pierwotnie Kaiser-Wilhelm-Brücke – Most Cesarza Wilhelma) – najwyższy most kolejowy w Niemczech. Rozciąga się nad doliną rzeki Wupper na wysokości 107 m i łączy miasta Remscheid i Solingen. Znajduje się w bezpośrednim sąsiedztwie stacji kolejowej Solingen-Schaberg. Do końca monarchii w 1918 roku most nosił nazwę Kaiser-Wilhelm-Brücke, na cześć cesarza Wilhelma I. Następnie most został nazwany „Müngsten” od nazwy pobliskiej osady, która obecnie jest niezamieszkana.
Stalowy most łukowy jest częścią linii kolejowej Wuppertal-Oberbarmen – Solingen. Most jest ważnym połączeniem komunikacyjnym. Kursują nim lokalne pociągi (S-Bahn). W latach 2013–2018 został gruntownie odnowiony. Przejrzano most pod względem technicznym, wymieniono torowiska, wyeliminowano zagrożenia bezpieczeństwa, usunięto rdzę i pokryto elementy nową powłoką ochronną. Prace wykonano pod nadzorem konserwatora zabytków. Całość prac ma zostać zakończona w 2018 roku.

## Historia
Pierwsze projekty mostu sięgają 1889 roku. W 1893 roku rozpoczęto wstępne prace na budowie. Pierwszą łopatę wbito 26 lutego 1894 roku. Budowa mostu została ukończona w 1897 roku. Stalowa konstrukcja mostu jest dziełem fabryki M.A.N. Gustavsburg. Sześć filarów mostu osiąga wysokość do 69 m. Główny łuk konstrukcji obejmujący dno doliny, ma rozpiętość 170 m, odległości pomiędzy filarami wynoszą 30 i 45 m. Całkowita długość konstrukcji stalowej wynosi 465 m. Do budowy wykorzystano 5000 ton profili stalowych i zużyto 950 000 nitów.
Odpowiedzialnym za projekt mostu był architekt i inżynier Anton von Rieppel (1852–1926). Pierwotnie most miał być jednotorowy, jednak prognozy dotyczące dużego wzrostu ruchu w przyszłości doprowadziły do przeprojektowania go jako mostu dwutorowego. Przed otwarciem odległość, którą trzeba było przebyć pociągiem pomiędzy miastami Remscheid i Solingen wynosiła 42 km. Dzięki bezpośredniemu połączeniu przez most odległość ta zmniejszyła się do 8 km. 
Uroczyste otwarcie mostu odbyło się 15 lipca 1897 roku. Cesarz Wilhelm II nie uczestniczył osobiście w uroczystości. Podczas otwarcia obecny był przedstawiciel cesarza, książę Fryderyk Leopold Pruski (niem. Friedrich Leopold von Preußen). Cesarz Wilhelm II odwiedził most dopiero dwa lata później, w dniu 12 sierpnia 1899 roku.

## Mity, legendy i anegdoty
Most był w momencie swego powstania bardzo wyrafinowaną budowlą. Zaskoczyło to miejscową ludność, która w większości miała niewielki kontakt z tak zaawansowaną technicznie pracą inżynieryjną. W związku z tym bardzo szybko zaczęły powstawać o moście bezpodstawne legendy, niektóre powtarzane do dziś:
- podobno ostatni nit mocujący most został wykonany ze szczerego złota;
- podobno z powodu błędów obliczeniowych popełnionych przez architekta Antona von Rieppela, połowa mostu musiała zostać rozebrana, ponieważ dwie jednocześnie zbudowane połówki nie pasowały do siebie i z tego powodu Anton von Rieppel miał popełnić samobójstwo, skacząc z mostu.

Żadna z tych opowieści nie jest prawdziwa. Most został zbudowany zgodnie z planem. Kompleksowe obliczenia Antona von Rieppela (wszystkie przeprowadzone bez pomocy komputerów i pomocy arytmetycznych) były poprawne, a on zmarł około 30 lat później na skutek choroby.
Co może być prawdą, to plotki o bojkocie ceremonii inauguracyjnej przez cesarza Wilhelma II. Legenda głosi, że cesarz był zirytowany faktem, że taka nowoczesna budowla została nazwana na cześć jego dziadka Wilhelma I, a nie na jego cześć. Dlatego postanowił nie uczestniczyć osobiście w uroczystościach otwarcia mostu.
Prawdą jest, że most w ciągu swojej ponad stuletniej historii przyciągnął znaczną liczbę samobójców. Dokładna liczba nie jest znana, ale średnio takie zdarzenie ma miejsce raz na 5 tygodni.

## Światowe dziedzictwo kulturowe
Od kilku lat podejmowane są starania, aby most został wpisany na listę światowego dziedzictwa UNESCO. Władze lokalne w Solingen współpracują z przedstawicielami władz lokalnych z Włoch, Francji i Portugalii, by złożyć ponadnarodowy wniosek z propozycją nominacji pięciu mostów: Müngsten, „Ponte San Michele” (Włochy), „Viaduc de Garabit” (Francja) oraz „Ponte Maria Pia” i „Ponte Dom Luis I” (Portugalia) do wpisu na listę światowego dziedzictwa UNESCO pod nazwą: „Wielkie Mosty Łukowe XIX wieku”.